# Maurice Moscovitch
Pour les articles homonymes, voir Moscovitch.
Maurice Moscovitch est un acteur américain, né le 23 novembre 1871 à Odessa (Russie), mort le 18 juin 1940  à Los Angeles (Californie).

## Filmographie
- 1936 : Sous les ponts de New York (Winterset) d'Alfred Santell : Esdras
- 1937 : Place aux jeunes (Make Way for Tomorrow) : Max Rubens
- 1937 : Amour d'espionne (Lancer Spy) : Gen. Von Meinhardt
- 1938 : L'Île des angoisses (Gateway) d'Alfred L. Werker : Grandpa Hlawek
- 1938 : Suez d'Allan Dwan : Mohammed Ali
- 1939 : Elle et lui (Love Affair) : Maurice Cobert, Art Dealer
- 1939 : Susannah of the Mounties : Chief Big Eagle
- 1939 : L'Autre (In Name Only) de  John Cromwell : Dr. Muller
- 1939 : Rio : Old Convict
- 1939 : The Great Commandment : Lamech
- 1939 : Tout se passe la nuit (Everything Happens at Night) d'Irving Cummings : Dr. Hugo Norden
- 1940 : South to Karanga (en) d'Harold D. Schuster : Paul Stacco
- 1940 : Le Dictateur (The Great Dictator) : Mr. Jaeckel